# Хиландарские листки
Хиландарские листки — два листа пергамена с кириллическим старославянским текстом части перевода поучений Кирилла Иерусалимского. Датируются XI веком.
Найдены в 1844 году в Хиландарском монастыре на Афоне В. И. Григоровичем, который позже подарил их Новороссийскому университету в Одессе (ныне Одесский национальный университет им. И. И. Мечникова). Хранятся в Одесской государственной народной библиотеке им. А. М. Горького (шифр P I 533).
Издания: В. И. Григоровича (1852 и 1856), И. И. Срезневского (1868), И. В. Ягича (1882). Критические издания с приложением фототипических снимков: